# Anoxia
Anoxia is een geslacht van kevers uit de familie bladsprietkevers (Scarabaeidae). De wetenschappelijke naam van het geslacht is voor het eerst geldig gepubliceerd in 1832 door Francis de Laporte de Castelnau.
Het zijn bladeters die zich als plaaginsect kunnen manifesteren. Volwassen dieren van Anoxia matutinalis eten de naalden van dennenbomen, met name parasolden en aleppoden, en hebben aanzienlijke ontbladering veroorzaakt in dennenbossen van het zuiden van Italië. De wijfjes leggen hun eitjes in de bodem en de larven voeden zich met de wortels van de bomen. Anoxia orientalis vreet bladeren van diverse loofbomen en is een plaag voor verschillende teelten in Zuidoost-Europa, klein-Azië en de Levant.